# Sabungan Sipabangun
Sabungan Sipabangun is een bestuurslaag in het regentschap Padang Sidempuan van de provincie Noord-Sumatra, Indonesië. Sabungan Sipabangun telt 1510 inwoners (volkstelling 2010).